# Goryphus salutator
Goryphus salutator är en stekelart som först beskrevs av Cameron 1904.  Goryphus salutator ingår i släktet Goryphus och familjen brokparasitsteklar. Inga underarter finns listade i Catalogue of Life.